# Pedro Díaz Valdés
Pedro Díaz Valdés, de nom complet Pedro Díaz de Valdés y García-Argüelles (Gijón, 8 de setembre de 1740 - Barcelona, 15 de novembre de 1807) fou un religiós i naturalista espanyol, bisbe de Barcelona entre el 1798 i 1807.
Després d'estudiar la carrera eclesiàstica al Col·legi de Sant Pere d'Oviedo, va continuar els estudis al Col·legi dels Jesuïtes, passant després a cursar Lleis i Cànons, i doctorant-se en Dret per la Universitat d'Oviedo. Posteriorment, es va graduar en dret canònic a la Universitat de Burgo d'Osma. Després, es va traslladar a Madrid, on va fer amistat amb el ta
mbé asturià Pedro Rodríguez de Campomanes, fiscal del tribunal suprem de Castella, una amistat que es mantindria fins a la fi dels seus dies. El 1765, amb vint-i-cinc anys, esdevé provisor del i vicari general del Bisbat d'Urgell, i rector prebendat de la parròquia lleidatana d'Agramunt, i més endavant ocupà la canongia al Cabildo catedralici, ardiaca de la Cerdanya. L'any 1779 passa a la diòcesi de Barcelona, on és nomenat canonge, fiscal i inquisidor del Sant Ofici del Principat de Catalunya. El 14 de setembre de l'any 1798 fou nomenat bisbe de Barcelona, càrrec que ocupà fins al 1807. Fou consagrat bisbe a l'església catedral de Barcelona, apadrinat pel Capità general de Catalunya. Deixeble predilecte del seu antecessor, el bisbe Josep Climent i Avinent, va ser imitador del seu zel i caritat; va col·locar la primera pedra del Convent de les Dominiques de Santa Caterina.
El seu destí a la parròquia d'Agramunt i les terres lleidatanes va influir en la seva trajectòria com a aficionat a la història natural, i també per a la seva decisió de romandre a terres catalanes. El 1788 va ser admès com a soci numerari i esdevení acadèmic a la Reial Acadèmia de Ciències Naturals i Art de Barcelona, sent destinat a la Direcció d'Història Natural. Els anys 1788 i 1789 va ser elegit revisor de la Direcció d'Història Natural, i el 1790 i 1791 va ocupar el càrrec de censor de l'Acadèmia. Díaz de Valdés, però, veient-se impossibilitat d'atendre els seus compromisos amb l'Acadèmia, a causa de les seves múltiples ocupacions eclesiàstiques, acabà renunciant a la plaça d'acadèmic al cap de poc temps, el 1792. No obstant això, no va deixar mai d'ocupar part del seu temps a l'interès per les Ciències naturals, tema sobre el qual deixà alguns escrits.
Díaz Valdés va mantenir amistat i correspondència amb Gaspar Melchor de Jovellanos. Algun comentarista va fer notar que sent aquest ministre de Gràcia i Justícia, influí en el seu nomenament com a bisbe de Barcelona el 1798. Agraït, quan Jovellanos va caure en desgràcia i fou empresonat a Mallorca, va ser un dels pocs amics i institucions que va intercedir per ell. Trobant-se sempre al costat de la monarquia i la persona que aleshores encarnava la institució, Carles IV, aquest, per la seva banda, li agraí la seva lleialtat atorgant-li el títol de 'conseller de Sa Majestat' i la Gran Creu de l'Ordre de Carles III.
A més de diversos textos religiosos, sermons, edictes, i altres documents episcopals, el gruix dels escrits de Díaz de Valdés el formen diversos textos relacionats amb les ciències naturals, la majoria dels quals van veure la llum per primera vegada a la revista Memorial Literari Instructiu i Curiós de la Cort de Madrid.